# Les Noces
Les Noces  (ryska: Свадебка, 'Svadjebka') är en danskantat eller balett med sång av Igor Stravinskij komponerad mellan 1914 och 1917, men instrumenteringen färdigställdes 1923. Librettot skrev Stravinskij själv och han använde ryska bröllopsdikter som han i huvudsak hämtade från en samling av Ivan Vasilievich Kyreevsky (1806–1856).
Baletten hade premiär den 13 juni 1923 av Ballets Russes i Bronislava Nijinskas koreografi. Dirigent var Ernest Ansermet. Scenografin var gjord av Natalja Gontjarova.
Verket består av fyra tablåer som spelas utan avbrott. Verket tar cirka 25 minuter.
1. La tresse
2. Chez le marié
3. Le départ de la mariée
4. Le repas de noces